# Kulasekarapuram
Kulasekarapuram (o Kulasekharam, Kulasekaram, Kulasegaram) è una suddivisione dell'India, classificata come town panchayat, di 16.251 abitanti, situata nel distretto di Kanyakumari, nello stato federato del Tamil Nadu. In base al numero di abitanti la città rientra nella classe IV (da 10.000 a 19.999 persone).

## Geografia fisica
La città è situata a 8° 22' 0 N e 77° 17' 60 E e ha un'altitudine di 79 m s.l.m..

## Società

### Evoluzione demografica
Al censimento del 2001 la popolazione di Kulasekarapuram assommava a 16.251 persone, delle quali 8.196 maschi e 8.055 femmine. I bambini di età inferiore o uguale ai sei anni assommavano a 1.663, dei quali 843 maschi e 820 femmine. Infine, coloro che erano in grado di saper almeno leggere e scrivere erano 12.520, dei quali 6.544 maschi e 5.976 femmine.